# Yangjae Citizens' Forest
Yangjae Citizens' Forest (양재시민의숲역 - 良才市民의숲驛, Yangjae Simin-ui Sup-yeok ) è una stazione della linea Sinbundang, metropolitana suburbana automatica gestita dalla Shin Bundang Line Corporation.

## Linee
Shin Bundang Line Corporation
■ Linea Sinbundang (Codice: D09)

## Struttura
La stazione dispone di due marciapiedi laterali protetti da porte di banchina e due binari sotterranei al centro.
| Dir. nord | ■ Linea Sinbundang | per Gangnam e Yangjae |
| Dir. sud  | ■ Linea Sinbundang | per Pangyo e Jeongja  |

## Stazioni adiacenti
| «                | Servizio         | »                 |
| Linea Sinbundang | Linea Sinbundang | Linea Sinbundang  |
| ---------------- | ---------------- | ----------------- |
| Yangjae          | -                | Cheonggyesan-ipku |